# Patina Dora
Patina Dora é um personagem do universo Disney. É a esposa de Éder Patolfo e mãe do Peninha e de Zeca Pato.
Ela apareceu na árvore da Família Pato de Don Rosa mas em nenhuma história.

## Nomes em outros idiomas
- Alemão: Gretchen Gogel
- Dinamarquês: Lulu Lom
- Finlandês: Aino Ankka
- Grego: Ανατρέλα Ανεμοδούρη
- Holandês: Zwaantje Meerkoet
- Inglês: Lulubelle Loon
- Italiano: Lulubelle Loon
- Norueguês: Lulla Lom
- Polonês: Dzióbella Oczko